# Сіра смерть (наркотик)
Сіра смерть (англ. Gray Death) — сильний вуличний наркотик на основі опіоїдів, що набув значного поширення за останній рік у США. Названий за сірий колір, що порівнюють з кольором бетону.  Його використання зумовило значну кількість летальних передозувань. Основними причинами є швидкий початок ефекту, можливість всмоктування через шкіру навіть при звичайному контакті, недостатність антидотного ефекту при використанні стандартних дозувань назальної форми налоксону, продаж під виглядом інших звичайних (значно слабших) наркотиків.

## Склад
Склад препарату може змінюватись залежно від місця. Найчастішими складниками є:
- Героїн
- Фентаніл
- Синтетичний опіоїд U-47700[en]
- Карфентаніл

У невеликій кількості присутні інші опіоїди.